# Comuna Bucinișu, Olt
Bucinișu este o comună în județul Olt, Oltenia, România, formată din satele Bucinișu (reședința) și Bucinișu Mic.
Comuna Bucinișu este situata la marginea Romaniei Câmpia Romanațiului. Se află la o distanță de circa 25km de Caracal.
Administrativ, este formată din două sate: Bucinișu Mare (sau Satul vechi) și Bucinișu Mic (sau Satul nou). Principalele instituții din localitate sunt Primăria, Școala Gimnazială, Dispensarul Comunal, Postul de Poliție, Ghișeul Poștal.
Primăria Bucinișu se află în centrul comunei și dispune de încălzire centrală. Aceasta coordonează corespunzător activitatea tuturor instituțiilor din localitate, asigurând sprijinul și logistica necesare. Școala Gimnazială funcționează în două clădiri, iar programul școlar se desfășoară într-un singur schimb. Aceasta are în subordine două grădinițe GPN Bucinișu și GPN Bucinișu Mic. Școala dispune de încălzire centrală în ambele corpuri, este complet renovată cu parchet, gresie, geamuri și uși termopan, instalație de iluminat corespunzătoare. Orele se desfășoară în 9 săli de clasă și un laborator AeL echipat cu 15 calculatoare conectate la internet. Supravegherea se realizează cu un sistem modern de supraveghere video format din 6 camere dispuse în locuri importante din clădire. Corpul profesoral este compus din 17 cadre didactice calificate 100 %, dintre care 16 sunt titulari și un suplinitor. Populația școlară este formată din 157 de școlari și 56 de preșcolari care sunt transportați la școală cu un microbuz școlar aflat în dotarea Primăriei. GPN Bucinișu este amenajată într-o clădire complet renovată, care dispune de încălzire centrală, apă curentă și de o toaletă interioară modernă.
Postul de Poliție este aflat în imediata apropiere a Primăriei. Este dotat cu un sistem de supraveghere ultramodern care asigură supravegherea celor mai importante puncte din localitate, astfel cetățenii comunei simțindu-se în deplină siguranță.
Dispensarul comunei este unul modern, dotat cu aparatură corespunzătoare și cu cadre medicale bine pregătite, capabile să asigure asistența medicală de bună calitate.
În localitate există 2 biserici, cea din Satul vechi având hramul „Adormirea Maicii Domnului”.
În comună există un cămin cultural modern complet renovat, dotat cu încălzire centrală, unde se desfășoară diverse activități culturale și serbările școlare, și un teatru de vară în care se desfășoară spectacole. Parcul este amenajat în centrul localității și este unul din cele mai mari parcuri naturale, în fața Primăriei. Terenul de fotbal este situat în marginea satului vechi, în apropierea cimitirului.

## Demografie
Componența etnică a comunei Bucinișu
     Români (95,71%)
     Necunoscută (3,91%)
     Altă etnie (0,37%)
Componența confesională a comunei Bucinișu
     Ortodocși (96,08%)
     Necunoscută (3,91%)
     Altă religie (0%)
Conform recensământului efectuat în 2011, populația comunei Bucinișu se ridică la 2.145 de locuitori, în scădere față de recensământul anterior din 2002, când se înregistraseră 2.344 de locuitori. Majoritatea locuitorilor sunt români (95,71%). Pentru 3,92% din populație, apartenența etnică nu este cunoscută.
Din punct de vedere confesional, majoritatea locuitorilor sunt ortodocși (96,08%). Pentru 3,92% din populație, nu este cunoscută apartenența confesională.

## Politică și administrație
Comuna Bucinișu este administrată de un primar și un consiliu local compus din 11 consilieri. Primarul, Florin Eliodor[*], de la Partidul Social Democrat, este în funcție din 1 noiembrie 2024. Începând cu alegerile locale din 2024, consiliul local are următoarea componență pe partide politice:
|  | Partid                          | Consilieri | Componența Consiliului | Componența Consiliului | Componența Consiliului | Componența Consiliului | Componența Consiliului |
|  | ------------------------------- | ---------- | ---------------------- | ---------------------- | ---------------------- | ---------------------- | ---------------------- |
|  | Partidul Național Liberal       | 5          |                        |                        |                        |                        |                        |
|  | Partidul Social Democrat        | 5          |                        |                        |                        |                        |                        |
|  | Alianța pentru Unirea Românilor | 1          |                        |                        |                        |                        |                        |